# 梶谷懐
梶谷 懐（かじたに かい、1970年4月22日 - ）は、日本の経済学者（現代中国経済論）。学位は博士（経済学）（神戸大学・2001年）。神戸大学大学院経済学研究科教授。
神戸学院大学経済学部助教授、神戸学院大学経済学部准教授、神戸大学大学院経済学研究科准教授などを歴任した。

## 来歴

### 生い立ち
1970年4月22日、大阪府にて生まれた。1989年、大阪府立阿武野高等学校を卒業した。神戸大学に進学し、経済学部にて学んだ。1994年、神戸大学を卒業した。同大学の大学院に進学し、経済学研究科にて学んだ。1996年、神戸大学の大学院における修士課程を修了した。1996年から1998年にかけて、中国人民大学に留学し、財政金融学院にて学んだ。2001年、神戸大学の大学院における博士課程を修了した。「改革開放期中国における資金循環メカニズムと地域経済発展」で、博士（経済学）の学位を取得した。

### 研究者として
2000年に神戸学院大学に採用され、経済学部の講師となった。2004年、神戸学院大学の経済学部にて助教授に昇任した。2007年、学校教育法の改正にともない、神戸学院大学の経済学部にて准教授となった。2010年、母校である神戸大学に転じ、大学院の経済学研究科にて准教授に就任した。2013年、『現代中国の財政金融システム』により、第29回大平正芳記念賞を受賞した。2014年、神戸大学の大学院にて、経済学研究科の教授に昇任した。

## 略歴
- 1970年 - 大阪府にて誕生。
- 1989年 - 大阪府立阿武野高等学校卒業。
- 1994年 - 神戸大学経済学部卒業。
- 1996年 - 神戸大学大学院経済学研究科修士課程修了。中国人民大学留学[1]。
- 1998年 - 帰国[1]。
- 2000年 - 神戸学院大学経済学部講師。
- 2001年 - 神戸大学大学院経済学研究科博士課程修了。
- 2004年 - 神戸学院大学経済学部助教授。
- 2007年 - 神戸学院大学経済学部准教授。
- 2010年 - 神戸大学大学院経済学研究科准教授。
- 2014年 - 神戸大学大学院経済学研究科教授。

## 賞歴
- 2013年 - 大平正芳記念賞。

## 著作

### 単著
- 『「壁と卵」の現代中国論 リスク社会化する超大国とどう向き合うか』 人文書院、2011年　ISBN 440923045X
- 『現代中国の財政金融システム グローバル化と中央-地方関係の経済学』 名古屋大学出版会、2011年　ISBN 4815806780
- 『日本と中国、「脱近代」の誘惑　アジア的なものを再考する』 太田出版、2015年　ISBN 477831476X
- 『日本と中国経済　相互交流と衝突の100年』ちくま新書、2016年
- 『中国経済講義　統計の信頼性から成長のゆくえまで』中公新書、2018年

### 共編著
- 『超大国・中国のゆくえ 4 経済大国化の軋みとインパクト』丸川知雄共著（2015年、東京大学出版会）ISBN 4130342940
- 『二重の罠を超えて進む中国型資本主義 「曖昧な制度」の実証分析』 (MINERVA人文・社会科学叢書 ;加藤弘之共編著. ミネルヴァ書房, 2016
- 『幸福な監視国家・中国』高口康太共著(NHK出版新書 2019
- 『新図説中国近現代史 日中新時代の見取図 改訂版』田中仁,菊池一隆,加藤弘之,日野みどり,岡本隆司共著. 法律文化社, 2020.2